# ワイドショー一覧
日本のテレビ番組一覧 > 情報番組一覧 > ワイドショー一覧
ワイドショー一覧は、ワイドショーに分類されるテレビ番組の一覧である。

## 番組一覧
現在放送中の番組は太字で示す。

### あ行
- アサデス。九州山口（九州朝日放送）
- あさパラ!（読売テレビ）
- あさパラS（読売テレビ）
- アッコにおまかせ!（TBSテレビ）
- あっぷ&UP!（関西テレビ）
- あなたのワイドショー（日本テレビ）
- アフタヌーンショー（NET→テレビ朝日）
- いつでも笑みを!（関西テレビ）
- ウェークアップ!→ウェークアップ!ぷらす→ウェークアップ（読売テレビ）
- L4YOU!（テレビ東京）
- 小川宏ショー（フジテレビ）
- 奥さん!2時です（毎日放送・東京12チャンネル）
- おはようコールABC（朝日放送テレビ）
- おはよう朝日です / おはよう朝日土曜日です（朝日放送テレビ）
- おはよう!ナイスデイ（フジテレビ）
- おはようワイド・土曜の朝に（朝日放送）
- お昼のワイドショー（日本テレビ）

### か行
- 海江田万里のパワフルサタデー（朝日放送）
- 桂三枝のにゅーすコロンブス（朝日放送）
- キキミミ!（関西テレビ）
- キャッチ（日本テレビ）
- きょう発プラス!（TBSテレビ）
- きらめきワイド（毎日放送）
- キンキンのとことん好奇心（テレビ朝日）
- 金原二郎ショー（日本テレビ）
- グッとラック!（TBSテレビ）
- 芸能スクランブル!!（日本テレビ）
- ごきげん2時（毎日放送）
- ごくらく生テレビ（日本テレビ）
- ゴゴスマ -GO GO!Smile!-（CBCテレビ）
- 5時に夢中!（TOKYO MX）
- こんにちは2時（テレビ朝日）

### さ行
- THE WEEK（フジテレビ）
- 酒井広のうわさのスタジオ（日本テレビ）
- THE・サンデー（日本テレビ）
- THE・サンデーNEXT（日本テレビ）
- ザ!情報ツウ（日本テレビ）
- サタモニ!（毎日放送）
- ザ・ニュースキャスター（テレビ朝日）
- ザ・ワイド（日本テレビ・読売テレビ）
- 3時にあいましょう（TBSテレビ）
- 3時のあなた（フジテレビ）
- サン!シャイン（フジテレビ）
- サンデージャポン（TBSテレビ）
- サンデースクランブル（テレビ朝日）
- サンデープロジェクト（テレビ朝日・朝日放送）
- サンデー・フロントライン（テレビ朝日）
- サンデーLIVE!!（テレビ朝日・朝日放送テレビ・メ〜テレ）
- シューイチ（日本テレビ）
- シュートinサタデー（関西テレビ）
- 旬感LIVE　とれたてっ!（関西テレビ）
- 知りたがり!（フジテレビ）
- 情報プレゼンターとくダネ!（フジテレビ）
- 情報ライブ ミヤネ屋（読売テレビ）
- 新・情報7DAYS ニュースキャスター（TBSテレビ）
- 真相報道 バンキシャ!（日本テレビ）
- スクランブル3（日本テレビ）
- スタジオ2時（毎日放送）
- すてきな出逢い いい朝8時（毎日放送）
- スーパーモーニング（テレビ朝日）
- スーパーワイド（TBSテレビ）
- スッキリ（日本テレビ）
- せやねん（毎日放送）

### た行
- タイムアングル（フジテレビ）
- タイム3（フジテレビ）
- 直撃LIVE グッディ!（フジテレビ）
- 痛快!エブリデイ（関西テレビ）
- DayDay.（日本テレビ）
- DOサタデー（関西テレビ）
- どうーなってるの?!（フジテレビ）
- 独占!女の60分（テレビ朝日）
- とくダネ!発 GO-ガイ!（フジテレビ）
- 土曜ショー（テレビ朝日）
- 土曜大好き!830（関西テレビ）
- 土曜だエブリバディ!（朝日放送）
- 土曜!100%（関西テレビ）
- 土曜ぴーぷる（関西テレビ）

### な行
- なうNOWスタジオ（テレビ朝日）
- なるトモ!（読売テレビ）
- 2時っチャオ!（TBSテレビ）
- 2時ドキッ!（関西テレビ）
- 2時のホント（フジテレビ）
- 2時のワイドショー（読売テレビ）
- 2時ピタッ!（TBSテレビ）
- 2時ワクッ!（関西テレビ）
- ニッポン・ダンディ(TOKYO MX)

### は行
- バイキングMORE（フジテレビ）
- ハイ!土曜日です（関西テレビ）
- はーい!昼ナマ（毎日放送）
- 花咲かタイムズ（CBCテレビ）
- バラいろダンディ（TOKYO MX）
- 晴れ時々たかじん（朝日放送）
- パワーワイド（テレビ朝日）
- ビッグトゥデイ（フジテレビ）
- ビビット（TBSテレビ）
- ひるおび（TBSテレビ）
- ひるキュン!（TOKYO MX）
- ピンポン!（TBSテレビ）
- Beアップル2時!（読売テレビ）
- ぴーかんテレビ（東海テレビ）
- ぶったま!（関西テレビ）
- ブロードキャスター（TBSテレビ）
- ホットライン110番（テレビ朝日）

### ま行
- Mr.サンデー（フジテレビ・関西テレビ）
- ミセス&ミセス（日本テレビ）
- 峰竜太のホンの昼メシ前（日本テレビ）
- めざまし8（フジテレビ）
- モーニングEye（TBSテレビ）
- モーニングアップル（関西テレビ）
- モーニングジャンボ（TBSテレビ）
- モーニングジャンボ奥さま8時半です（TBSテレビ）
- モーニングショー（テレビ朝日）
- モーニングスタジオ・土曜!100%（関西テレビ）
- モーニングバード!（テレビ朝日）
- ももち浜ストア（テレビ西日本）

### や行
- 八木治郎ショー（毎日放送）
- 八木治郎ショー・いい朝8時（毎日放送）
- よじごじDays（テレビ東京）

### ら行
- リアルタイム（毎日放送）
- リビング11（フジテレビ）
- リビング2（フジテレビ）
- リビング4（フジテレビ）
- ルックルックこんにちは（日本テレビ）
- レインボー（毎日放送）
- レッツ!（日本テレビ）
- レディス4（テレビ東京）

### わ行
- わいど!ウオッチャー（TBSテレビ）
- ワイドサタデー（朝日放送）
- ワイド!スクランブル（テレビ朝日）
- ワイドショー今（読売テレビ）
- ワイドショー・プラスα（朝日放送）
- ワイドYOU（毎日放送）

## レポーター
- 芸能レポーター